# Домино (фильм, 2005)
«До́мино» (англ. Domino) — фильм режиссёра Тони Скотта, вышедший в 2005 году. Основан на истории Домино Харви, британской охотницы за головами, которую на экране воплотила Кира Найтли.

## Сюжет
До́мино Харви, охотница за головами, была арестована ФБР, расследующим кражу 10 миллионов долларов из бронированного грузовика. У неё берет интервью криминальный психолог Тарин Миллс, которой Домино рассказывает всё, что она знает об этом деле, начиная со своего детства и событий, приведших к краже. От этого разговора зависит, посадят ли Домино в тюрьму на длительный срок.
Домино — бывшая модель, живущая в Лос-Анджелесе с матерью. После того, как её выгнали из колледжа, она замечает в газете рекламу учебного семинара для охотников за головами. Она приходит туда и знакомится с будущими коллегами, которыми становятся опытный охотник за головами Эд Мозби, молодой Чоко, который предпочитает общаться на испанском, и водитель-афганец Альф. Они наняты Клермонтом Уильямсом, который также занимается производством бронированных автомобилей, и чья любовница, Латиша Родригес, работает в Калифорнийском департаменте автотранспорта. Внучка Латиши, Мика, страдает заболеванием крови и нуждается в операции стоимостью 300.000 долларов. Чтобы добыть сумму на лечение, Клермонт планирует кражу 10 миллионов долларов у Дрейка Бишопа, владельца отеля и казино «Стратосфера» в Лас-Вегасе и клиента Клермонта. Охотники за головами, нанятые Клермонтом, якобы найдут и вернут украденные деньги и тем самым Клермонт получит от Бишопа вознаграждение в размере 300.000 долларов. В это же время телекомпания заключает с Домино контракт на то, чтобы сопровождать её группу и в режиме реального времени наблюдать за работой охотников за головами.
Латиша промышляет подделкой водительских прав в DMV. Подросток по имени Фрэнсис приходит в DMV и просит у Латиши поддельные водительские права для себя, своего брата и двух их друзей. ФБР осведомлено о деятельности Латиши и ведёт наблюдение за компанией Фрэнсиса. Они угрожают отправить Латишу в тюрьму, если она не предоставит им информацию о Фрэнсисе. Латиша сбивает их со следа, говоря, что Фрэнсис и его друзья собираются совершить ограбление бронированного автомобиля. В действительности же ограбление совершает Латиша с помощью трёх своих друзей в масках первых лед США. Тем временем Клермонт выясняет, что Фрэнсис и его брат — сыновья босса мафии Энтони Чильютти. Он срочно звонит Латише и говорит ей отказаться от первоначального плана. Латиша и компания сбегают, оставляя деньги своему водителю Локусу Фендеру, который отвозит деньги своей матери Эдне, а та прячет их в холодильник.
Клермонт приказывает охотникам за головами задержать Фрэнсиса, его брата и двух его друзей, а затем передать их людям, работающим на Дрейка Бишопа. Затем Клермонт велит им забрать деньги у Фендера и доставить их Бишопу в казино «Стратосфера». После перестрелки с матерью Фендера Домино и компании удаётся забрать 10 миллионов долларов. Однако Эдна подмешала им в кофе мескалин, так что на обратном пути трейлер охотников за головами переворачивается. Случайно проезжающий мимо проповедник довозит компанию до Лас-Вегаса. Чильютти же сообщают об аресте его сыновей и о том, что Бишоп якобы приказал убить их. (На самом деле оказывается, что люди Бишопа отпустили молодых людей, узнав, что они ничего не знали об ограблении.) Полагая, что его сыновья мертвы, Чильютти хочет отомстить и отправляется в «Стратосферу». В Лас-Вегасе Альф запирается в комнате, где сложены деньг, однако Домино удаётся уговорить его отдать ей берет 300.000 долларов из денег Бишопа, которые она отдаёт Латише на операцию Мики.
На верхнем ярусе «Стратосферы» охотники за головами встречаются с Бишопом, откружённым вооруженной охраной. Домино сообщает, что они возвращают 10 миллионов долларов за вычетом 300 тысяч. Внезапно Альф признаётся, что денег в мешках нет: он наполнил мешки пластиковой взрывчаткой, деньги же переданы на освободительную борьбу в Афганистане. Затем он рассказывает, что у него на руке закреплен дистанционный детонатор, и он в любую минуту может взорвать бомбу. Тут появляется Чильютти со своей командой. Хотя Бишоп отрицает, что он приказал убить сыновей Чильютти, Чильютти стреляет в него. В завязавшейся перестрелке Чоко и Эд получают тяжелые ранения, но вместе с Домино добираются до лифта. Альф взрывает верхний этаж здания. Лифт, где находится Домино и её коллеги, падает, и Домино остаётся единственной выжившей.
После того, как она всё рассказала Тарин Миллс, Домино освобождают из-под ареста. Миллс советует ей сменить работу. Коробки с деньгами, украденными Альфом, доставляются в Афганистан, где дети на улицах радостно разбрасывают купюры. Мики оперируют, а Домино возвращается к матери, признаваясь, что любит её.
Во время финальных титров на фоне взрывающейся машины показана реальная Домино Харви (умершая в год выхода фильма), памяти которой посвящён фильм.

## В ролях
| Актёр             | Роль                      |
| ----------------- | ------------------------- |
| Кира Найтли       | Домино Харви              |
| Микки Рурк        | Эд                        |
| Эдгар Рамирес     | Чоко                      |
| Люси Лью          | Тарин Майлз               |
| Жаклин Биссет     | Софи мать Домино          |
| Делрой Линдо      | Уильямс                   |
| Мо’Ник            | Латиша                    |
| Кристофер Уокен   | Марк телепродюсер         |
| Мина Сувари       | Кимми                     |
| Том Уэйтс         | странствующий проповедник |
| Мэйси Грэй        | Лашандра                  |
| Дэбни Коулмен     | Бишоп                     |
| Стэнли Кэмел      | Чильютти                  |
| Дейл Дикки        | Эдна                      |
| Лью Тэмпл         | Локус Фендер              |
| Адам Кларк        | Агент Эрик Косгроув       |
| Брайан Остин Грин | актёр (камео)             |
| Иэн Зиринг        | актёр (камео)             |
| Джерри Спрингер   | телеведущий (камео)       |

## Производство
В 1994 году бизнес-менеджер Тони Скотта Невилл Шульман передал режиссёру статью из британской газеты The Mail on Sunday. Статья, написанная Сашей Герваси, называлась Моя пушка для найма: Почему мятежная дочь кинозвезды стала охотницей за головами и была посвящена англичанке Домино Харви, которая работала охотницей за головами — разыскивала людей, отпущенных под залог и пропавших из поля зрения Южного Центрального суда Лос-Анджелеса. Харви была одной из нескольких женщин в этой профессии, что и привлекло внимание Шульмана и Скотта, к тому же она была дочерью известного актёра Лоуренса Харви.
Тони Скотт нашёл До́мино в Беверли-Хиллз, где она проживала со своей матерью Полин Стоун и отчимом Питером Мортоном. Он пригласил До́мино в свой офис, где и предложил снять фильм о её жизни. Харви согласилась и продала права на экранизацию своей жизни. Согласно газете Los Angeles Times, ей заплатили 360 000 долларов. Тони Скотт взял интервью у Харви, её командира Эда Мартинеса и Чоко, который работал вместе с ней. Также Тони встретился с поручителем Клермонтом Уильямсом III, который давал им работу.
Кинокомпания 20th Century Fox, которую поначалу заинтересовал проект, затем приостановила финансирование, и в итоге фильм перешёл к New Line Cinema.
Скотт отклонил два сценария, в том числе написанный Стивом Барансиком, охарактеризовав их как обычные биографии, которые не были тем, что он хотел видеть в фильме. Автор окончательного варианта Ричард Келли был нанят после того, как Скотт прочитал его сценарий к фильму Сказки юга.

## Релиз
Дата выхода картины откладывалась несколько раз. Первоначально фильм должен был выйти 19 августа 2005 года. Дата последовательно менялась на 4 ноября, а затем — на 23 ноября того же года. В итоге премьера фильма состоялась 11 октября 2005 года в Лос-Анджелесе.
Фильм вышел в широкий американский прокат в 2223 кинотеатрах, и в первую неделю собрал $4 670 120. Всего фильм оставался в прокате 4 недели и закончил своё пребывание с итоговой суммой $10 169 202. В других странах фильм собрал $12 775 300, что в итоге дало окончательные сборы в районе $22 944 502. Таким образом, фильм не смог окупить свой бюджет в $50,000,000.

## Критика
Фильм в основном получил негативные рецензии. На сайте Rotten Tomatoes рейтинг фильма составил 18 %, основываясь на 155 рецензиях. На сайте Metacritic фильм собрал 36 из 100.
По оценке 45000 зрителей на IMDb, средний балл 5,9.
Джефф Отто из IGN похвалил фильм за оригинальность, а также похвалил игру Отто и заявил, что «конечный результат немного беспорядочен, но это чертовски интересный беспорядок». Роджер Эберт из Chicago Sun-Times также написал положительный отзыв, поставив фильму три звезды из четырех и сказал, что фильм «сломан и сводит с ума, но он живой».

## DVD
Картина была выпущена на DVD 21 февраля 2006 года. DVD издание содержало несколько бонусов, включая аудиокомментарии Тони Скотта и Ричарда Келли, удалённые сцены из фильма, тизер фильма и театральный трейлер. Всего в США продажи DVD составили $12 968 750.
Фильм также вышел на Blu-ray 20 января 2009 года.